# Umberto Franci
Umberto Franci (Urbino, 28 novembre 1909 – Urbino, 31 maggio 2012) è stato un artista italiano.
In particolare è stato incisore e pittore.

## Biografia
Nacque il 28 novembre 1909 in Urbino; si diplomò all'Istituto per la Decorazione e l'Illustrazione del Libro nel 1932, sotto la guida di: Francesco Carnevali, Aleardo Terzi, Ettore Di Giorgio e Bruno da Osimo. Le tecniche artistiche da lui praticate erano fondamentalmente l'incisione (in particolare la Xilografia) e la pittura. Il suo stile iniziale si contraddistingue per un segno della linea molto duro.
Nel 1934 lavorò a Roma, assieme allo xilografo Attilio Giuliani, per realizzare delle incisioni raffiguranti le città italiane sede di Università, su commissione dei Gruppi Universitari Fascisti, in quanto queste vedute dovevano servire per essere scambiate con gli studenti americani. Dopo questo lavoro insegna in varie località italiane, dalla Calabria, ad Amantea, a Castelforte fino a Sessa Aurunca; durante questo periodo realizza alcune xilografie, come Costumi Calabresi, fortemente caratterizzata dal linguaggio aulico di Adolfo De Carolis, filtrato tramite la lezione di Ettore Di Giorgio e Bruno da Osimo.
Allo scoppio della seconda guerra mondiale, Franci era già stato chiamato nell'esercito; anche qui si distinguerà notevolmente, ottenendo: la promozione a sottotenente di complemento, nel 1931, la promozione a tenente di fanteria, nel 1938, la promozione a capitano, nel 1953, e infine la promozione a tenente colonnello, nel 2009, in occasione del suo centesimo compleanno. Dopo l'otto settembre 1943 andò a combattere con le formazioni partigiane.
Durante il periodo bellico, Franci metterà in mostra le opere, legate ai temi della difesa costiera e dei soldati, all'interno delle Esposizioni degli artisti in armi, organizzate da Francesco Sapori, presso il Palazzo delle Esposizioni di Roma.
Subito dopo la guerra tornò a insegnare nella sua provincia d'origine e nel 1959 ottiene la cattedra di Xilografia presso la Scuola dove si era diplomato.
Tra il 1954 e il 1960 rinnova il suo linguaggio artistico, sostituendo il tratto duro degl'inizi con un segno molto più morbido e analogamente adotta dei valori tonali morbidi e sfumati. Da questo periodo Franci adotta il soggetto che manterrà fino alla fine, ovvero il paesaggio della campagna urbinate, fatto di dolci colline e da soffici e delicati valori cromatici. Dal 1960 inizia a produrre le prime opere con i pastelli a cera, dove il tratto è completamente sostituito dal colore. Le ultime xilografie, invece appaiono più fredde, con una forte preminenza del bianco.
Ha partecipato a diverse mostre, sia italiane che estere; come: la Biennale d'Arte di Venezia, varie Quadriennali di Roma, diverse rassegne regionali e nazionali, alle esposizioni organizzate dalla Biennale di Venezia nei Paesi sudamericani, alle mostre organizzate dalla Calcografia Nazionale di Roma in vari Paesi europei. Infine ha partecipato all'Internazionale Xilografica, organizzata dal Museo di Arte e di Storia di Friburgo, in vari Paesi europei.
Franci si è impegnato molto anche nella vita culturale e politica della sua città. Ha ricoperto prima la carica di consigliere comunale, dal 1956 al 1960, poi quella di assessore all'urbanistica, per il Partito Socialista Italiano, e infine quella di presidente dell'Azienda autonoma di Soggiorno e Turismo. È stato socio della locale Accademia Raffaello, dal 7 aprile 1941.
È morto il 31 maggio 2012, all'ospedale di Urbino, all'età di 102 anni.